# Christopher Gannon
Christopher Gannon (Regno Unito, 13 maggio 1969) è un ex calciatore britannico, di ruolo difensore.

## Biografia
È il comandante dei Vigili del fuoco di Turks e Caicos.

## Carriera

### Club
Ha militato nelle giovanili dello Stevenage Borough. Ha giocato fino al 2003 nello Stevenage Borough. Nel 2003 è passato al KPMG United, club in cui ha militato fino al 2006. Nel 2006 è passato al PWC Athletic.

### Nazionale
Ha debuttato in Nazionale il 18 febbraio 2004, in Haiti-Turks e Caicos (5-0). Ha partecipato, con la Nazionale, alle Qualificazioni ai Mondiali 2006 e alle Qualificazioni ai Mondiali 2010. Ha collezionato in totale, con la maglia della Nazionale, quattro presenze.

## Statistiche

### Cronologia presenze e reti in Nazionale
| Cronologia completa delle presenze e delle reti in nazionale ― Turks e Caicos | Cronologia completa delle presenze e delle reti in nazionale ― Turks e Caicos | Cronologia completa delle presenze e delle reti in nazionale ― Turks e Caicos | Cronologia completa delle presenze e delle reti in nazionale ― Turks e Caicos | Cronologia completa delle presenze e delle reti in nazionale ― Turks e Caicos | Cronologia completa delle presenze e delle reti in nazionale ― Turks e Caicos | Cronologia completa delle presenze e delle reti in nazionale ― Turks e Caicos | Cronologia completa delle presenze e delle reti in nazionale ― Turks e Caicos |
| Data                                                                          | Città                                                                         | In casa                                                                       | Risultato                                                                     | Ospiti                                                                        | Competizione                                                                  | Reti                                                                          | Note                                                                          |
| ----------------------------------------------------------------------------- | ----------------------------------------------------------------------------- | ----------------------------------------------------------------------------- | ----------------------------------------------------------------------------- | ----------------------------------------------------------------------------- | ----------------------------------------------------------------------------- | ----------------------------------------------------------------------------- | ----------------------------------------------------------------------------- |
| 18-02-2004                                                                    | Miami                                                                         | Haiti                                                                         | 5 – 0                                                                         | Turks e Caicos                                                                | Qual. Mondiali 2006                                                           | -                                                                             |                                                                               |
| 21-02-2004                                                                    | Miami                                                                         | Turks e Caicos                                                                | 0 – 2                                                                         | Haiti                                                                         | Qual. Mondiali 2006                                                           | -                                                                             |                                                                               |
| 06-02-2008                                                                    | Providenciales                                                                | Turks e Caicos                                                                | 2 – 1                                                                         | Saint Lucia                                                                   | Qual. Mondiali 2010                                                           | -                                                                             |                                                                               |
| 26-03-2008                                                                    | Vieux-Fort                                                                    | Saint Lucia                                                                   | 2 – 0                                                                         | Turks e Caicos                                                                | Qual. Mondiali 2010                                                           | -                                                                             |                                                                               |
| Totale                                                                        |                                                                               | Presenze                                                                      | 4                                                                             |                                                                               | Reti                                                                          | 0                                                                             |                                                                               |